# アレクサンドル・エフィムキン
アレクサンドル・エフィムキン（Alexander Efimkin、1981年12月2日 - ）は、ロシア、サマーラ（ソビエト連邦時代はクイビシェフ）出身の自転車競技（ロードレース）選手。
ウラディミール・エフィムキンとは双子の関係。

## 来歴
2007年
- ジロ・デル・カポ 総合優勝
- セッティマーナ・チクリスティカ・ロンバルディア 総合優勝

2008年
- パリ〜ニース 総合10位

2010年
- ジロ・デ・イタリア 総合19位

2011年
- ツアー・オブ・ターキー 総合優勝